# Happy Ending (2023)
Happy Ending is een Nederlandse romantische komedie uit 2023, geschreven en geregisseerd door Joosje Duk.

## Verhaal
Luna en Mink vieren dat ze een jaar samen zijn. Hoewel ze een gelukkig stel zijn, doet Luna al vanaf het begin van hun relatie alsof ze orgasmes heeft. Haar beste vrienden suggereren een idee van een trio, dat uiteindelijk Luna's leven op zijn kop zet.

## Rolverdeling
| Acteur            | Personage   |
| ----------------- | ----------- |
| Gaite Jansen      | Luna        |
| Martijn Lakemeier | Mink        |
| Joy Delima        | Eve         |
| Sinem Kavus       | Bo          |
| Claire Bender     | Tirza       |
| Sidar Toksöz      | Samir       |
| Denise Aznam      | Luna's baas |

## Productie
Op 13 juni 2023 werd de Netflix-productie internationaal aangekondigd, met de cast Gaite Jansen, Martijn Lakemeier en Joy Delima. De opnames vonden voornamelijk plaats in Amsterdam en Den Haag.

## Release
De film werd op 1 september 2023 wereldwijd uitgebracht op de streamingdienst Netflix.

## Ontvangst
Op Rotten Tomatoes heeft Happy Ending een waarde van 67% en een gemiddelde score van 6,50/10, gebaseerd op 6 recensies.